# Aphyllocladus denticulatus
Aphyllocladus denticulatus là một loài thực vật có hoa trong họ Cúc. Loài này được (J.Rémy ex Remy) Cabrera mô tả khoa học đầu tiên năm 1951.